# 张宁 (男子篮球运动员)
张宁（1997年2月19日—），河北省承德市人，中国篮球运动员，现效力于山西汾酒职业篮球俱乐部，司职小前锋。代表中国3x3男子篮球队参加2024年夏季奥林匹克运动会。

## 主要经历
张宁出生于河北承德，父亲是篮球爱好者，母亲是收过专业训练的运动员。因篮球特长进入石家庄第二中学，全家也迁至石家庄。
2015年，张宁通过篮球特长获得北京大学录取，就读国际关系学院，并代表北京大学参加中国大学生篮球联赛（CUBA）。从2017年-2020年，他率领北京大学队连续3年获得CUBA全国总冠军。期间他参加优酷出品的篮球综艺节目《这！就是灌篮》一度成为爆红网络。2019年，张宁代表中国大学生男子篮球队参加意大利那不勒斯举行的第30届世界大学生运动会。
2020年，张宁通过CBA选秀第一轮第八顺位进入山西男子职业篮球队。在2023年和2024年入选CBA全明星阵容。
2023年5月，张宁开始代表中国队参加国际篮联三人篮球世界杯资格赛男子组的比赛，从此张宁除了参加五人制职业篮球联赛外，还需要参加三人制篮球赛事，为此缺席了部分国内俱乐部联赛，通过参加各项奥运积分赛，最终在2023年11月通过世界排名积分获得了参加2024年巴黎奥运会三人篮球比赛的资格。
2023年，张宁参加了在中国成都举行的夏季世界大学生运动会五人男子篮球比赛。

## 外部連結
- 张宁在fiba.basketball（英语）
- 张宁在fiba3x3.com（英语）
- 张宁在Basketball-Reference.com（國際）（英语）
- 张宁在Eurobasket.com（球員）（英语）
- 张宁在RealGM（英语）
- 张宁在Proballers（英语）
- 张宁在中国篮球数据库（新浪网）
- 张宁在Olympics.com（英语）
- 张宁在Flashscore（英语）